# Dmitri Ogai
Dmitri Alexejewitsch Ogai (kasachisch/russisch: Дмитрий Алексеевич Огай; * 14. Mai 1960 in Dschambul) ist ein kasachischer Fußballtrainer und ehemaliger sowjetischer Fußballspieler.

## Spielerkarriere
Dmitri Ogai gehört der koreanischen Minderheit in Kasachstan an. Er begann seine Karriere im Jahr 1980 bei Kairat Alma-Ata. Anschließend wechselte der Mittelfeldspieler zu Pachtakor Taschkent, wo er bis 1983 verblieb. Nach einem Intermezzo bei Chimik Dschambul kehrte er von 1986 bis 1988 zu Kairat zurück. Anschließend ging er erneut zu Chimik Dschambul und wechselte zuletzt zu Schachtjor Qaraghandy, wo er 1991 seine Karriere beendete. 
Als aktiver Profispieler war er von 1980 bis 1991 aktiv und verbrachte davon sieben Spielzeiten in der höchsten sowjetischen Liga.

## Trainerkarriere
Nach seiner Zeit als aktiver Fußballer ist Ogai als Trainer tätig. Nach Erstligastationen bei Jessil Bogatyr Petropawl und Irtysch Pawlodar war er von 2005 bis 2009 Chefcoach von Tobol Qostanai. Im August 2010 übernahm er den Cheftrainerposten beim FK Taras. Im Dezember 2011 wurde Ogai zum Cheftrainer des russischen Zweitligisten Ural Swerdlowsk Oblast.

## Erfolge
- Kasachischer Meister: 2002, 2003
- Kasachischer Vizemeister: 2000, 2004, 2005, 2007, 2008
- Kasachischer Pokalsieger: 2007